# Suur Tõll (postać)
Suur Tõll – postać z mitologii estońskiej, żyjąca na wyspie Sarema. Jest on gigantem-rolnikiem oraz wojownikiem walczącym z wrogami swojego ludu.

## Legenda
Podobno mieszkał w wiosce Tõlluste wraz z żoną Piret. Wszędzie rzucał ogromne kamienie, przede wszystkim celując w swojego arcywroga Vanatühi lub też w innych nieprzyjaźnie nastawionych do mieszkańców Saremy. Był królem tej wyspy, ale żył jak zwyczajny rolnik. Często odwiedzał swojego brata, Leigera, który mieszkał na sąsiedniej wyspie Hiuma. Gigant ten był tak wysoki, że niemal mógł dojść tam pieszo (odległość między wyspami wynosi ok. 5-6km). Miał laskę wykonaną z pnia drzewa świerkowego o grubości 5 sążni. Był postacią miłą i gotową do pomocy, ale potrafił być bardzo porywczy. Uwielbiał jeść kapustę, pić piwo i odwiedzać saunę.